# 呼和浩特站
呼和浩特站位于中华人民共和国内蒙古自治区呼和浩特市新城区，于1921年5月2日启用，为中国铁路呼和浩特局集团有限公司直属的客货运一等站，经过铁路有京包铁路和京包客运专线。

## 历史
车站建于1921年4月，同年5月2日平绥铁路建成通车，车站启用。当时车站名为归绥站，为客货运站，设有3条到发线、4股站线、1股走行线、3股货物线，站房面积871平方米。1954年4月25日，车站名称改为呼和浩特站。
1959年在车站西侧5.4公里处新建呼和浩特站西场（现呼和浩特西站），1965年建成投用，1966年原呼和浩特站货场迁至西场。1969年，车站扩建站房。站房在扩建面积3520平方米，其中旅客候车室面积1296平方米。
1981年7月13日，呼铁局呼铁人（1981）字第511号文件《关于公布车站等级的通知》确定该站为一等站。1991年4月28日：首列呼和浩特至蒙古首都乌兰巴托的国际旅客列车（今4652/4653、4654/4651次列车）在呼和浩特站开出，为中国省会（首府）首次开出往來中国以外国家首都的全年定期列车。
1990年代为庆祝内蒙古自治区成立50周年，车站建设新站房。新站房设计方案于1993年由原当地官员布赫选定后动工，1995年10月18日建成运营。站场规模7条到发线、2条正线、5条调车线以及3座旅客站台。
2014年车站对站场进行扩建工程，将既有站场北迁，并在南侧新建高速场。
2024年8月，呼和浩特站站名重新装修。新装修的站名将中文与蒙文位置对调。

## 车站设施
呼和浩特站站房建于1995年，面积42894平方米。站房上的汉字站名由时任国务院副总理邹家华题写。

### 站场
呼和浩特站在经过2014年改造后设有南场和北场，站台编号1-7。其中南场又称为高速场、呼准场，有京包客运专线经过，规模2台4线；北场又称普速场、集包场，有京包铁路经过，规模3台8线，其中最南侧到发线和高速场上行到发线公用一座岛式站台。

## 使用情况
呼和浩特站是集包铁路的客货运一等站。日均办理旅客列车约40余列，有始发至蒙古首都乌兰巴托的国际旅客列车。